# Gil Blas
Pour le roman de Lesage, voir Histoire de Gil Blas de Santillane.
Pour les articles homonymes, voir Blas.
Gil Blas est un quotidien de la presse écrite française, fondé par Auguste Dumont et qui a paru de novembre 1879 à mars 1940. 
D'abord quotidien jusqu'au 4 août 1914, il paraît épisodiquement du 20 janvier 1921 à mars 1940. Son supplément hebdomadaire, Gil Blas illustré, fut sans doute à l'origine d'une partie de son succès.

## Histoire du titre

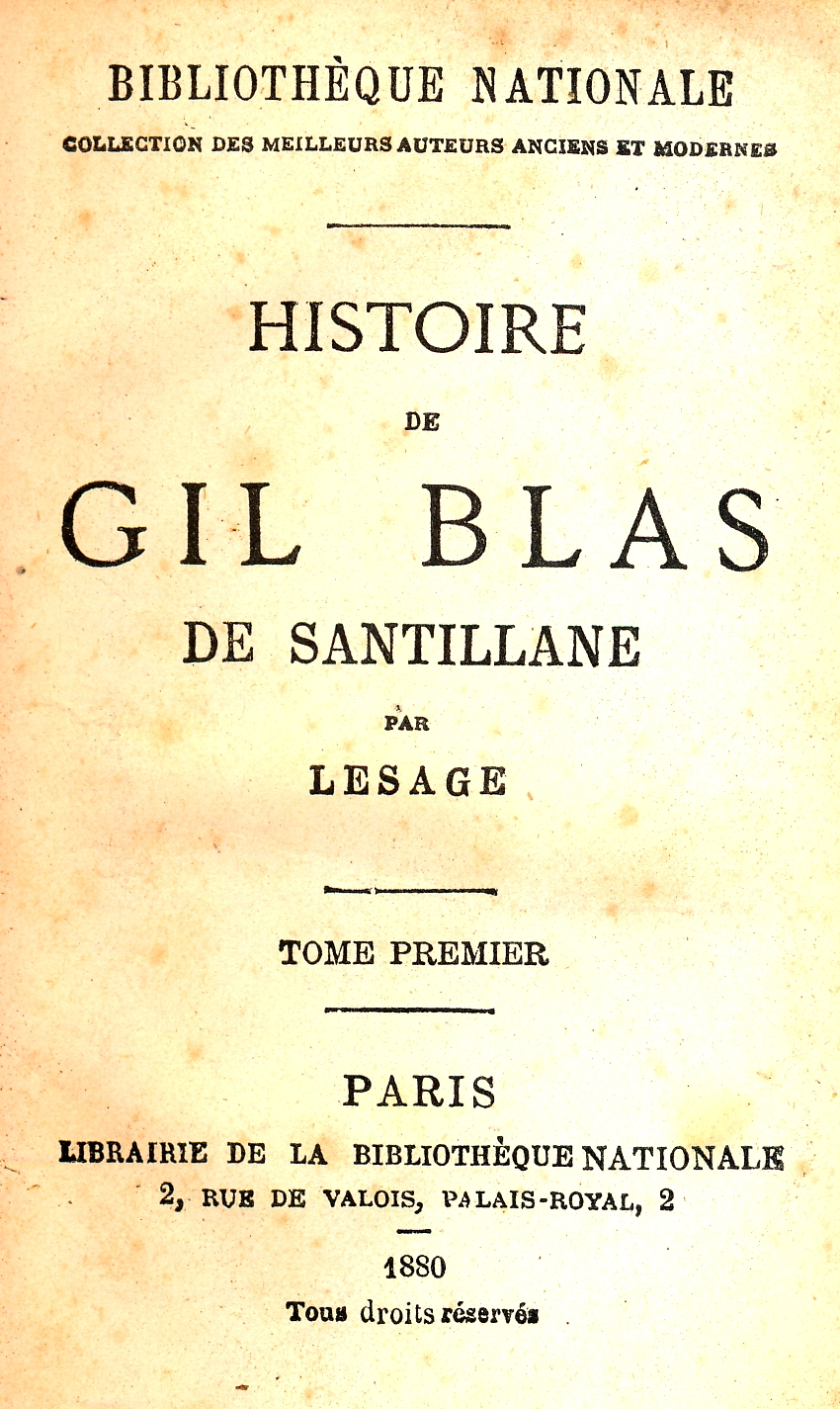
Alain-René Lesage : Histoire de Gil Blas de Santillane, Librairie de la BNF, Paris, 1880

Né dans les débuts agités de la Troisième République, Gil Blas emprunte son titre à l'Histoire de Gil Blas de Santillane (1715), un roman picaresque d'Alain-René Lesage mettant en scène un pauvre diable confronté aux différences sociales, livre qui eut un énorme succès en son temps.  
Le fondateur du journal, Auguste Dumont, qui avait accumulé une grande expérience de la presse, annonce dans son programme : « Il nous a paru simple et logique de prendre son héros pour titre d'un journal qui veut être gai sans trivialité, vrai sans cynisme, frondeur sans méchanceté, humain [...], français par la variété et le goût, vivant... ». La devise du journal devient « Amuser les gens qui passent, leur plaire aujourd'hui et recommencer le lendemain », une citation de Jules Janin, préfacier de la réédition du roman de Lesage. 
Le premier numéro sort le 19 novembre 1879, sous la direction d'Auguste Dumont. Le prix de lancement est de 15 centimes pour 4 pages. Le siège parisien est situé 19 boulevard des Capucines. Quatrelles est le premier écrivain à inaugurer une série de romans feuilletons. Après des débuts difficiles, Gil Blas trouve son public.

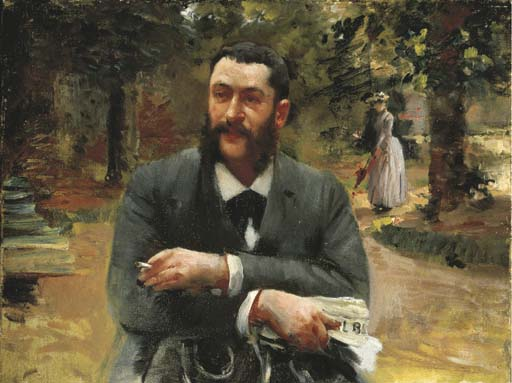
L'homme au Gil Blas
Gustave Caillebotte, 1880
Collection privée, Vente 2002

Le peintre Caillebotte représente en 1880 son ami Richard Gallo assis dans le parc Monceau. Il tient un exemplaire du quotidien qui défendait souvent les travaux de « l'école naturaliste », notamment ceux d'Émile Zola tout au long des années 1880.

### Gil Blas, supplément hebdomadaire illustré

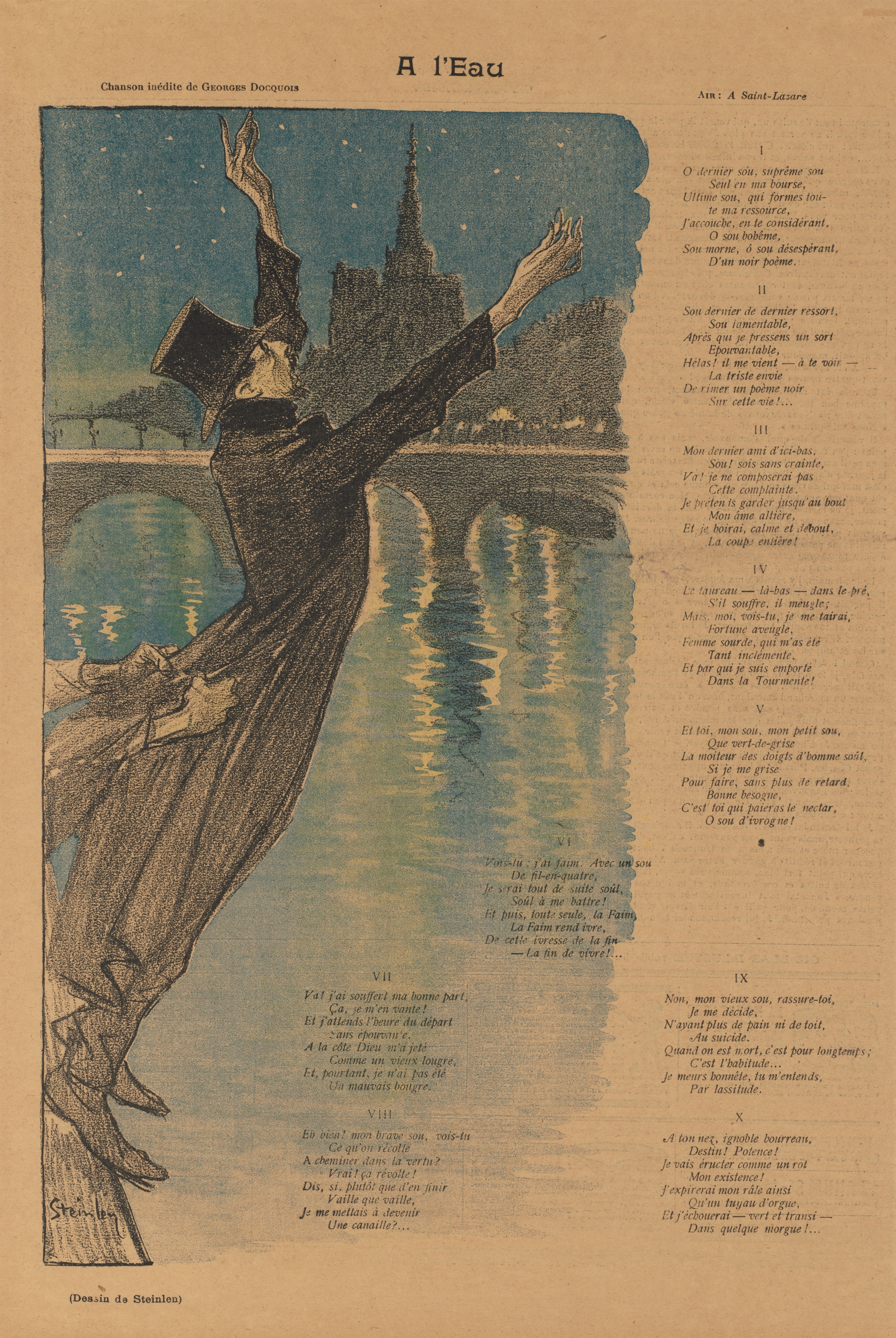
« A l'eau ! » par Théophile Alexandre Steinlen dans Gil Blas Illustré (1896)

À la suite de la mort d’Auguste Dumont en mai 1885, Gil Blas est repris par l’imprimeur Éloi Dubuisson qui crée le 30 mai 1891 un supplément hebdomadaire, titré un mois plus tard, le Gil Blas illustré. Vendu 5 centimes, comportant des illustrations originales en couleurs, il sert de prime aux abonnés. En 1892, le banquier Victor Antoine Desfossés en devient l'administrateur principal.
Les ventes commencent alors à décoller : le tirage, qui a débuté à 160 000 exemplaires, passe à plus de 260 000 en juillet 1893. Le supplément propose parfois des chansons, entre autres d'Aristide Bruant, Léon Xanrof, Marcel Legay et Yvette Guilbert, mais aussi des poèmes, dont « Première Soirée » d'Arthur Rimbaud, dans son numéro du dimanche 29 novembre 1891, quelques semaines après sa mort.
Des romans paraissent régulièrement en feuilletons notamment Au Bonheur des Dames (1882-1883), Germinal (1884) et L'Œuvre d'Émile Zola, ou X... roman impromptu, écrit à dix mains, par Georges Courteline, Jules Renard, George Auriol, Tristan Bernard et Pierre Veber. En outre, durant cette période, le journal publie beaucoup d'articles et de contes de Guy de Maupassant.
En 1896, alors qu'il vit à Paris, Albert Langen a l'idée de lancer en Allemagne Simplicissimus en s'inspirant du Gil Blas illustré sur les conseils de son ami le dessinateur Steinlen.

### Évolution
Au début des années 1890, le journal est devenu potentiellement très rentable et intéresse des investisseurs venus du monde de la finance, tel l'agent de change Victor Antoine Desfossés. En 1911, avec l'arrivée de Pierre Mortier, le quotidien passe à 6 pages et le prix de vente descend à 10 centimes. Le journal, comme beaucoup d'autres titres, suspend sa parution une première fois le lendemain du 4 août 1914, avec le déclenchement de la Première Guerre mondiale. Mortier relance le journal le 20 janvier 1921 et en reste le patron jusqu'en mars 1940.

## Directeurs successifs
- Auguste Dumont, de 1879 à mai 1885
- Éloi Dubuisson, imprimeur
- Victor Antoine Desfossés à partir de 1892
- René d'Hubert
- Jean Albiot, de décembre 1894 à juin 1895
- Jules Guérin, rédacteur en chef de janvier 1892 à 1894
- Fernand Xau (1852-1899), ancien imprésario de Buffalo Bill lors de la tournée française du Buffalo Bill's Wild West Show. Il a créé le quotidien Le Journal
- Francis Chevassu
- Antonin Périvier, de 1903 à 1909
- Paul Ollendorff, de 1903 à 1911
- Henri de Noussanne et Pierre de Maroussein en 1909, épisodiquement
- Pierre Mortier de 1911 à 1917, puis 1921-1940

## Plumes notoires
- Alphonse Allais
- Marquis de Alta Villa
- Paul Arène
- George Auriol
- Théodore de Banville
- Jules Barbey d'Aurevilly
- René Benjamin
- Émile Bergerat
- Tristan Bernard
- Léon Bloy
- Paul Bourget
- René Boylesve
- Jean-Jacques Brousson
- Henri Brégeot dit Henri Vaudémont, dit Gringoire
- Robert Caze
- Léon Cladel
- Georges Courteline
- Claude Debussy
- Charles Desteuque
- Charles Devaux (baron de Vaux)
- Georges d'Esparbès
- Étienne Grosclaude dit Philidor
- Clovis Hugues
- Maurice Leblanc
- Camille Lemonnier
- Jean Lorrain
- Étienne Mairesse (Georges Duret)
- Guy de Maupassant
- Hector Malot
- Pierre de Maroussein
- Catulle Mendès
- Mie d'Aghonne
- Octave Mirbeau
- Henri de Noussanne
- Georges Ohnet
- Richard O'Monroy
- Gabriel Mourey
- Antonin Périvier
- Jules Poignand (Montjoyeux)
- Jules Renard
- Jean Richepin
- Henri Rochefort
- Aurélien Scholl
- Gaston Serpette
- Séverine
- Armand Silvestre
- Adolphe Tavernier
- Jules Vallès
- Ludovic de Vaux[5]
- Louis Vauxcelles
- Pierre Veber
- Villiers de L'Isle-Adam
- Émile Zola

## Dessinateurs notoires
- George Auriol
- Paul Balluriau
- Lubin de Beauvais
- José Belon
- Georges Carré
- Alfred Choubrac
- Léon Choubrac dit Hope
- Eugène Cottin
- Jean d'Aurian
- Gustave Droz
- George Edward
- Florane
- Jules Fontanez
- Jules Grün
- Albert Guillaume
- Guydo
- Maurice Lefebvre-Lourdet
- Louis Legrand
- Tony Minartz
- Benjamin Rabier
- Léon Roze[6]
- Sandy-Hook
- Steinlen

## Regard critique

### Zola et leGil Blas
« Un journal s'est fondé, le Gil Blas, qui, dans ses débuts, se vendait assez mal. Parfois, je questionnais curieusement les directeurs des feuilles rivales sur les chances de succès du nouveau venu ; et ces directeurs haussaient les épaules avec un sourire de mépris, ils ne craignaient rien, ça ne se vendait pas. Puis, voilà tout d'un coup que j'ai vu le nez des directeurs s'allonger : le Gil Blas se vendait, il avait pris une spécialité de chroniques légères qui lui donnait tout un public spécial, j'entends, si l'on veut, le grand public, les hommes et surtout les dames qui ne détestent pas les aimables polissonneries. De là, en quelques semaines, la grande colère de la presse vertueuse. 
Je ne veux nullement défendre le Gil Blas, mais en vérité il me semble que son cas est d'une analyse facile. A coup sûr, il ne s'est pas fondé avec l'intention formelle de corrompre la nation. Il a beaucoup plus simplement tâté son public ; les nouveaux journaux connaissent bien cette période d'hésitation, le succès ne vient pas, on essaye de tout jusqu'à ce que le public morde. Eh bien ! le Gil Blas, ayant risqué dans le tas quelques articles grivois, a senti que le public mordait ; et, dès lors, il n'a pas boudé contre ce succès, il a donné à ses lecteurs la friandise de leur goût. Spéculation ignoble, école de perversion, disent les confrères indignés. Mon Dieu ! je voudrais bien voir un journal qui refuse à ses abonnés ce que  ceux-ci lui demandent. (...)
Je me suis donc abonné au Gil Blas, pour me rendre compte. J'y ai lu des articles charmants, par exemple des chroniques de M. Théodore de Banville, d'une grâce lyrique, les nouvelles si fines et si gaies de M. Armand Silvestre, les études colorées de M. Richepin ; voilà trois poètes dont la compagnie est fort honorable. Il est vrai que le reste de la rédaction est moins littéraire. »

— Émile Zola,  De la critique : la Littérature obscène, août 1880

### Aujourd'hui
« Le Gil Blas est dans sa première année de parution mondain, un peu osé, ses confrères ne le connaissent pas assez pour le prendre au sérieux, ce qu'il n'est pas toujours du reste. Il a de bons chroniqueurs dans les potins du « Tout-Paris ». »

— Camille Moreel, 1880 à travers la presse : Dialogues et démocratie, 1997

## Galerie

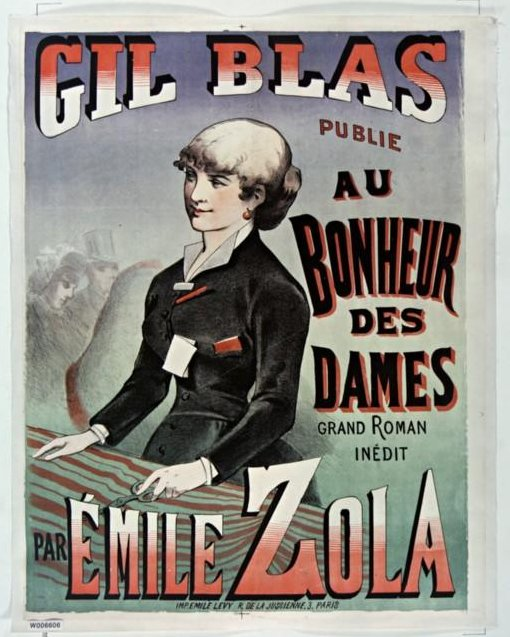
Annonce de la parution d'Au Bonheur des Dames de Zola, 1882
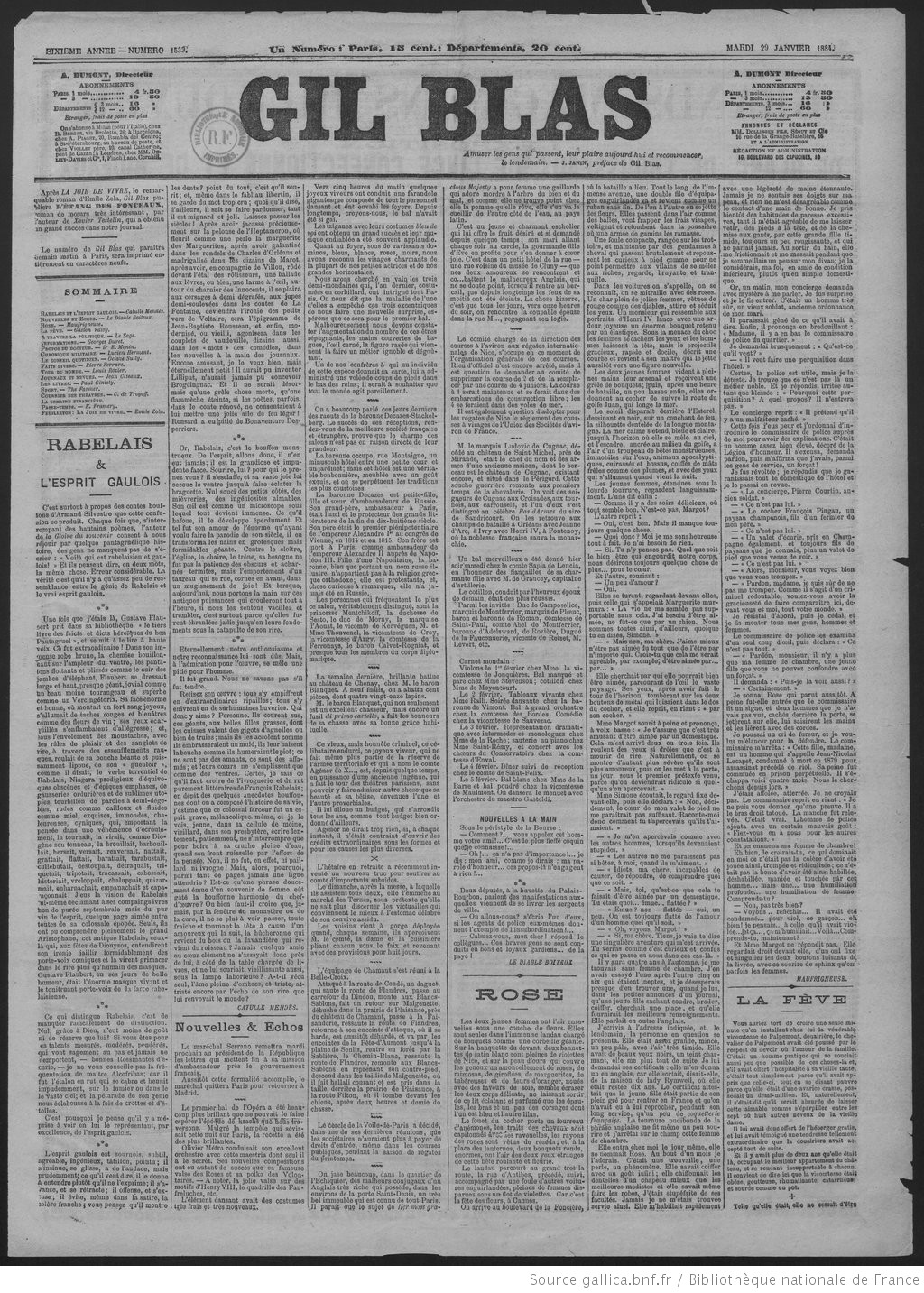
Une du journal, 29 janvier 1884
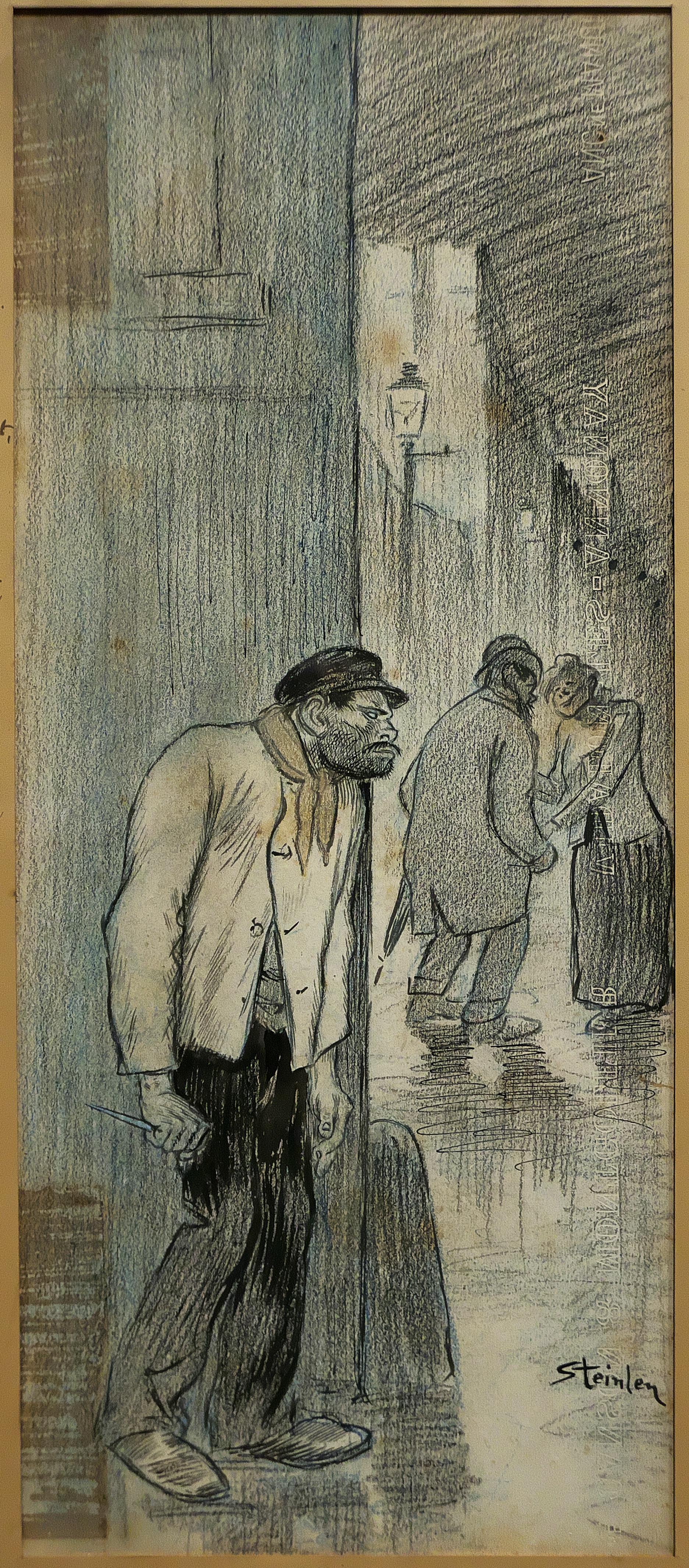
Illustration par Steinlen, 1895
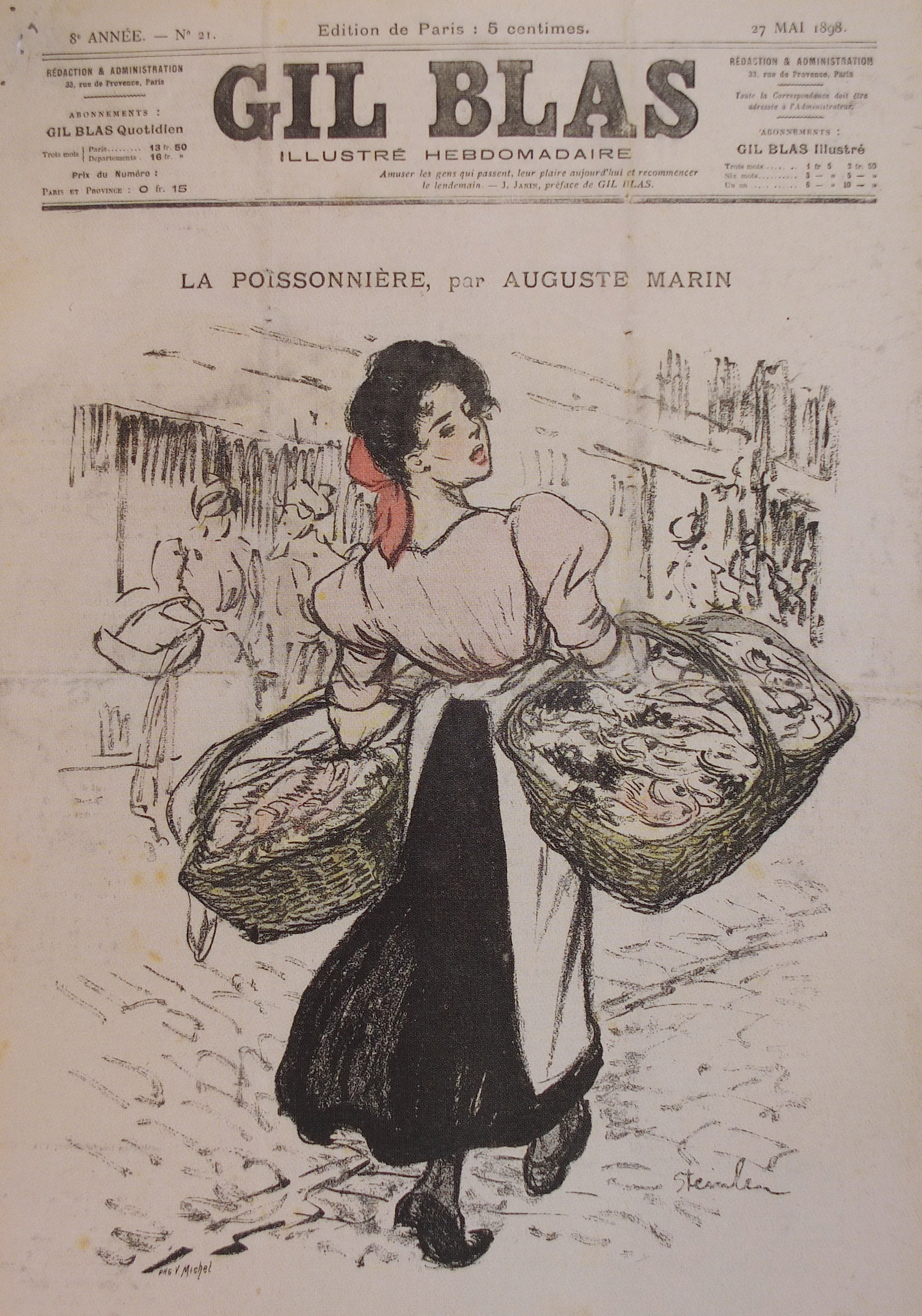
Illustration par Steinlen, 1898
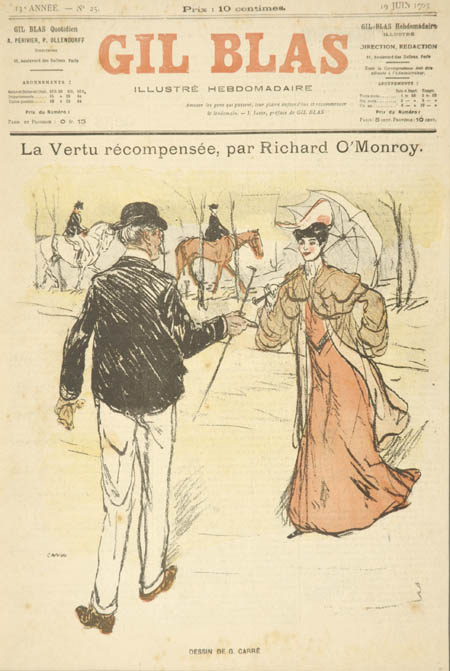
Illustration par Georges Carré, 1903